# AFC Champions League 2010
De AFC Champions League 2010 was de achtste editie van dit voetbaltoernooi voor clubteams dat jaarlijks door de Asian Football Confederation (AFC) wordt georganiseerd.
Het toernooi kende ten opzichte van het toernooi in 2009 geen opzet wijzigingen. Titelhouder was Pohang Steelers uit Zuid-Korea. Het toernooi werd gewonnen door Seongnam Ilhwa Chunma uit Zuid-Korea door in de finale FC Zob Ahan uit Iran te verslaan (3-1). Met de eindoverwinning kwalificeerde Seongnam Ilhwa Chunma zich tevens voor het wereldkampioenschap voetbal voor clubs 2010.

## Deelname
De voor de kwalificatie gekwalificeerde club Al-Kuwait Kaifan (Koeweit) als winnaar van de AFC Cup 2009 mocht niet aan de kwalificatie deelnemen omdat hun land niet aan de gestelde criteria van de AFC voor deelname voldeed en werden naar de ‘lagere‘ AFC Cup 2010 verwezen. De verliezer van dit toernooi, Al-Karamah uit Syrië, kon wel deelnemen op grond van deze criteria. Dit had als gevolg dat er uiteindelijk 37 clubs deelnamen waarvan vijf in de kwalificatie werden uitgeschakeld. Deze vijf clubs speelden verder in de AFC Cup 2010.
Kwalificatie
1 club:  India,  Indonesië,  Singapore,  Thailand,  Verenigde Arabische Emiraten,  Vietnam +  Syrië
Groepsfase
4 clubs:  China,  Iran,  Japan,  Saoedi-Arabië,  Zuid-Korea
3 clubs:  Verenigde Arabische Emiraten
2 clubs:  Australië,  Oezbekistan,  Qatar
1 club:  Indonesië
+ 2 winnaars kwalificatie

## Wedstrijden

### Kwalificatie
De beide winnaars van de tweede ronde plaatsten zich voor het hoofdtoernooi. De verliezers gingen door naar de AFC Cup 2010.
| Datum | Ronde | Zone | Club        | Uitslag      | Club                  |
| ----- | ----- | ---- | ----------- | ------------ | --------------------- |
| 30/01 | 1e    | Oost | SAFFC       | 5-2          | Sriwijaya FC          |
| 30/01 | 1e    | Oost | Đà Nẵng FC  | 0-3          | Muangthong United     |
| 30/01 | 1e    | West | Al-Karamah  | 0-1          | Al-Wahda FC           |
| 06/02 | 2e    | Oost | SAFFC       | 0-0 nw (4-3) | Muangthong United     |
| 06/02 | 2e    | West | Al-Wahda FC | 5-2          | Churchill Brothers SC |

### Groepsfase
De loting voor de groepsfase vond plaats op 7 december 2009.
Speeldata
1e wedstrijd: 23 en 24 februari
2e wedstrijd: 9 en 10 maart
3e wedstrijd: 23 en 24 maart
4e wedstrijd: 30 en 31 maart
5e wedstrijd: 13 en 14 april
6e wedstrijd: 27 en 28 april

#### Groep A
| # | Club           | AW | W | G | V | PTN | V-T  |
| - | -------------- | -- | - | - | - | --- | ---- |
| 1 | Al-Gharrafa    | 6  | 4 | 1 | 1 | 13  | 11-9 |
| 2 | Esteghlal FC   | 6  | 3 | 2 | 1 | 11  | 9-5  |
| 3 | Al-Ahli Djedda | 6  | 2 | 0 | 4 | 6   | 11-9 |
| 4 | Al-Jazira Club | 6  | 1 | 1 | 4 | 4   | 6-14 |

| Club           | AHL | EST | GHA | JAZ |
| -------------- | --- | --- | --- | --- |
| Al-Ahli Djedda |     | 1-2 | 0-1 | 5-1 |
| Esteghlal FC   | 2-1 |     | 3-0 | 0-0 |
| Al-Gharrafa    | 3-2 | 1-1 |     | 4-2 |
| Al-Jazira Club | 0-2 | 2-1 | 1-2 |     |

#### Groep B
| # | Club              | AW | W | G | V | PTN | V-T  |
| - | ----------------- | -- | - | - | - | --- | ---- |
| 1 | FC Zob Ahan       | 6  | 4 | 1 | 1 | 13  | 8-3  |
| 2 | FC Bunyodkor      | 6  | 3 | 1 | 2 | 10  | 10-7 |
| 3 | Al-Ittihad Djedda | 6  | 2 | 2 | 2 | 8   | 9-7  |
| 4 | Al-Wahda FC       | 6  | 1 | 0 | 5 | 3   | 3-13 |

| Club              | BUN | ITT | WAH | ZOB |
| ----------------- | --- | --- | --- | --- |
| FC Bunyodkor      |     | 3-0 | 4-1 | 0-1 |
| Al-Ittihad Djedda | 1-1 |     | 4-0 | 2-0 |
| Al-Wahda FC       | 1-2 | 0-2 |     | 1-0 |
| FC Zob Ahan       | 3-0 | 1-0 | 1-0 |     |

#### Groep C
| # | Club               | AW | W | G | V | PTN | V-T  |
| - | ------------------ | -- | - | - | - | --- | ---- |
| 1 | Al-Shabab          | 6  | 3 | 1 | 2 | 10  | 10-8 |
| 2 | Pakhtakor Tasjkent | 6  | 3 | 0 | 3 | 9   | 8-10 |
| 3 | Sepahan FC         | 6  | 2 | 2 | 2 | 8   | 5-5  |
| 4 | Al Ain FC          | 6  | 2 | 1 | 3 | 7   | 8-8  |

| Club               | AIN | PAK | SEP | SHA |
| ------------------ | --- | --- | --- | --- |
| Al Ain FC          |     | 0-1 | 2-0 | 2-1 |
| Pakhtakor Tasjkent | 3-2 |     | 2-1 | 1-3 |
| Sepahan FC         | 0-0 | 2-0 |     | 1-0 |
| Al-Shabab          | 3-2 | 2-1 | 1-1 |     |

#### Groep D
| # | Club           | AW | W | G | V | PTN | V-T   |
| - | -------------- | -- | - | - | - | --- | ----- |
| 1 | Al-Hilal Riyad | 6  | 3 | 2 | 1 | 11  | 11-7  |
| 2 | Mes Kerman     | 6  | 3 | 0 | 3 | 9   | 13-13 |
| 3 | Al-Sadd Doha   | 6  | 2 | 2 | 2 | 8   | 12-9  |
| 4 | Al-Ahli FC     | 6  | 1 | 2 | 3 | 5   | 9-16  |

| Club           | AHL | HIL | MES | SAD |
| -------------- | --- | --- | --- | --- |
| Al-Ahli FC     |     | 2-3 | 2-1 | 0-5 |
| Al-Hilal Riyad | 1-1 |     | 3-1 | 0-0 |
| Mes Kerman     | 4-2 | 3-1 |     | 3-1 |
| Al-Sadd        | 2-2 | 0-3 | 4-1 |     |

#### Groep E
| # | Club                  | AW | W | G | V | PTN | V-T  |
| - | --------------------- | -- | - | - | - | --- | ---- |
| 1 | Seongnam Ilhwa Chunma | 6  | 5 | 0 | 1 | 15  | 11-6 |
| 2 | Beijing Guoan         | 6  | 3 | 1 | 2 | 10  | 7-5  |
| 3 | Kawasaki Frontale     | 6  | 2 | 0 | 4 | 6   | 8-8  |
| 4 | Melbourne Victory     | 6  | 1 | 1 | 4 | 4   | 3-10 |

| Club                  | BEI | KAW | MEL | SEO |
| --------------------- | --- | --- | --- | --- |
| Beijing Guoan         |     | 2-0 | 1-0 | 0-1 |
| Kawasaki Frontale     | 1-3 |     | 4-0 | 3-0 |
| Melbourne Victory     | 0-0 | 1-0 |     | 0-2 |
| Seongnam Ilhwa Chunma | 3-1 | 2-0 | 3-2 |     |

#### Groep F
| # | Club                   | AW | W | G | V | PTN | V-T  |
| - | ---------------------- | -- | - | - | - | --- | ---- |
| 1 | Kashima Antlers        | 6  | 6 | 0 | 0 | 18  | 14-3 |
| 2 | Jeonbuk Hyundai Motors | 6  | 4 | 0 | 2 | 12  | 17-6 |
| 3 | Changchun Yatai        | 6  | 1 | 0 | 5 | 3 * | 10-7 |
| 4 | Persipura Jayapura     | 6  | 1 | 0 | 5 | 3 * | 4-29 |

| Club                   | CHA | JEO | KAS | PER |
| ---------------------- | --- | --- | --- | --- |
| Changchun Yatai        |     | 1-2 | 0-1 | 9-0 |
| Jeonbuk Hyundai Motors | 1-0 |     | 1-2 | 8-0 |
| Kashima Antlers        | 1-0 | 2-1 |     | 5-0 |
| Persipura Jayapura     | 2-0 | 1-4 | 1-3 |     |

* Rangschikking op basis van onderling resultaat 

#### Groep G
| # | Club                    | AW | W | G | V | PTN | V-T  |
| - | ----------------------- | -- | - | - | - | --- | ---- |
| 1 | Suwon Samsung Bluewings | 6  | 4 | 1 | 1 | 13  | 13-4 |
| 2 | Gamba Osaka             | 6  | 3 | 3 | 0 | 12  | 11-5 |
| 3 | SAFFC                   | 6  | 1 | 1 | 4 | 4   | 6-16 |
| 4 | Henan Jianye            | 6  | 0 | 3 | 3 | 3   | 3-8  |

| Club                    | GAM | HEN | SAF | SUW |
| ----------------------- | --- | --- | --- | --- |
| Gamba Osaka             |     | 1-1 | 3-0 | 2-1 |
| Henan Jianye            | 1-1 |     | 0-0 | 0-2 |
| SAFFC                   | 2-4 | 2-1 |     | 0-2 |
| Suwon Samsung Bluewings | 0-0 | 2-0 | 6-2 |     |

#### Groep H
| # | Club                | AW | W | G | V | PTN  | V-T   |
| - | ------------------- | -- | - | - | - | ---- | ----- |
| 1 | Adelaide United     | 6  | 3 | 1 | 2 | 10 * | 6-4   |
| 2 | Pohang Steelers     | 6  | 3 | 1 | 2 | 10 * | 8-7   |
| 3 | Sanfrecce Hiroshima | 6  | 3 | 0 | 3 | 9    | 11-11 |
| 4 | Shandong Luneng     | 6  | 2 | 0 | 4 | 6    | 5-8   |

| Club                | ADE | POH | SAN | SHA |
| ------------------- | --- | --- | --- | --- |
| Adelaide United     |     | 1-0 | 3-2 | 0-1 |
| Pohang Steelers     | 0-0 |     | 2-1 | 1-0 |
| Sanfrecce Hiroshima | 1-0 | 4-3 |     | 0-1 |
| Shandong Luneng     | 0-2 | 1-2 | 2-3 |     |

* Rangschikking op basis van onderling resultaat 

### Achtste finale
De wedstrijden werden op 11 en 12 mei gespeeld.
| Team 1                  | Res.      | Team 2                 |
| West-Azië               | West-Azië | West-Azië              |
| ----------------------- | --------- | ---------------------- |
| FC Zob Ahan             | 1-0       | Mes Kerman FC          |
| Al-Shabab               | 3-2       | Esteghlal FC           |
| Al-Hilal                | 3-0       | FC Bunyodkor           |
| Al-Gharrafa             | 1-0       | Pakhtakor Tasjkent     |
| Oost-Azië               |           |                        |
| Seongnam Ilhwa Chunma   | 3-0       | Gamba Osaka            |
| Suwon Samsung Bluewings | 2-0       | Beijing Guoan          |
| Kashima Antlers         | 0-1       | Pohang Steelers        |
| Adelaide United         | 1-2 nv    | Jeonbuk Hyundai Motors |

### Kwartfinale
De loting voor de resterende rondes vond plaats in Kuala Lumpur, Maleisië op 25 mei 2010. De wedstrijden in de kwartfinale werden op 15 en 22 september gespeeld .
| Team 1                 | Tot. | Team 2                  | 1e wedstr. | 2e wedstr. |
| ---------------------- | ---- | ----------------------- | ---------- | ---------- |
| Seongnam Ilhwa Chunma  | 4-3  | Suwon Samsung Bluewings | 4-1        | 0-2        |
| FC Zob Ahan            | 3-2  | Pohang Steelers         | 2-1        | 1-1        |
| Al-Hilal               | 5-4  | Al-Gharrafa             | 3-0        | 2-4 nv     |
| Jeonbuk Hyundai Motors | 1-2  | Al-Shabab               | 0-2        | 1-0        |

### Halve finales
De wedstrijden werden op 5, 6 en 20 oktober gespeeld.
| Team 1      | Tot.    | Team 2                | 1e wedstr. | 2e wedstr. |
| ----------- | ------- | --------------------- | ---------- | ---------- |
| Al-Shabab   | 4–4 (u) | Seongnam Ilhwa Chunma | 4-3        | 0-1        |
| FC Zob Ahan | 2–0     | Al-Hilal              | 1-0        | 1-0        |

### Finale
De finale werd op 13 november gespeeld in het Olympisch Stadion van Tokio.
| Team 1                | Res. | Team 2      |
| --------------------- | ---- | ----------- |
| Seongnam Ilhwa Chunma | 3-1  | FC Zob Ahan |

|                              |                                             |       |                |                                                                    |
| 13 november 2010 19:00 (JST) | Seongnam Ilhwa Chunma                       | 3 - 1 | FC Zob Ahan    | Olympisch Stadion, Tokio Scheidsrechter: Yuichi Nishimura ( Japan) |
| 13 november 2010 19:00 (JST) | Saša 29' Cho Byung-Kuk 53' Kim Cheol-Ho 83' |       | Khalatbari 67' | Olympisch Stadion, Tokio Scheidsrechter: Yuichi Nishimura ( Japan) |

Clubcompetities: AFC Champions League Elite · AFC Champions League Two · AFC Challenge League

Landencompetities: Aziatisch kampioenschap mannen · Aziatisch kampioenschap vrouwen

Voormalige competities: AFC Challenge Cup · AFC President's Cup · Aziatische supercup · AFC/OFC Cup Challenge · Aziatische beker voor bekerwinnaars · AFC Cup